# Györgyi Szalay
Györgyi Szalay, född den 24 mars 1968 i Tapolca, Ungern, död 30 december 2017 i Veszprém, var en ungersk fäktare som tog OS-brons i damernas värja i samband med de olympiska fäktningstävlingarna 1996 i Atlanta.